# Giacomo Bresadola
Giacomo Bresadola, född 14 februari 1847, död 9 juni 1929, var en italiensk botaniker.
Bresadola var präst i Trentino och blev hedersdoktor vid universitetet i Padua. Han gjorde sig främst känd genom sina mykologiska forskningar, vilka han främst riktade mot de högre svamparnas och då främst hattsvamparnas systematik. Bresadola beskrev ett stort antal nya arter och utförde bestämningar av mykologiska samlingar i Europa och Nordamerika, varvid han grundade artsbestämningen på mikroskopiska karaktärer. Bland hans arbeten märks Fungi tridentini novi vel nondum delineati (2 band, 1881–1900), Funghi magerecci e velenosi dell' Europa media (1899, 3:e upplagan 1933) och Iconographia mycologica (26 band, 1927–1933, innehållande 1.200 noggrant kolorerade planscher). Bresadolas svampherbarium, vilket inköptes till Sverige av Lars-Gunnar Romell, övergick genom privat donation i Riksmuseets ägo.